# KGA (기업)
KGA 주식회사는 전극공정장비 전문 기업이다.